# Chasse à la glu

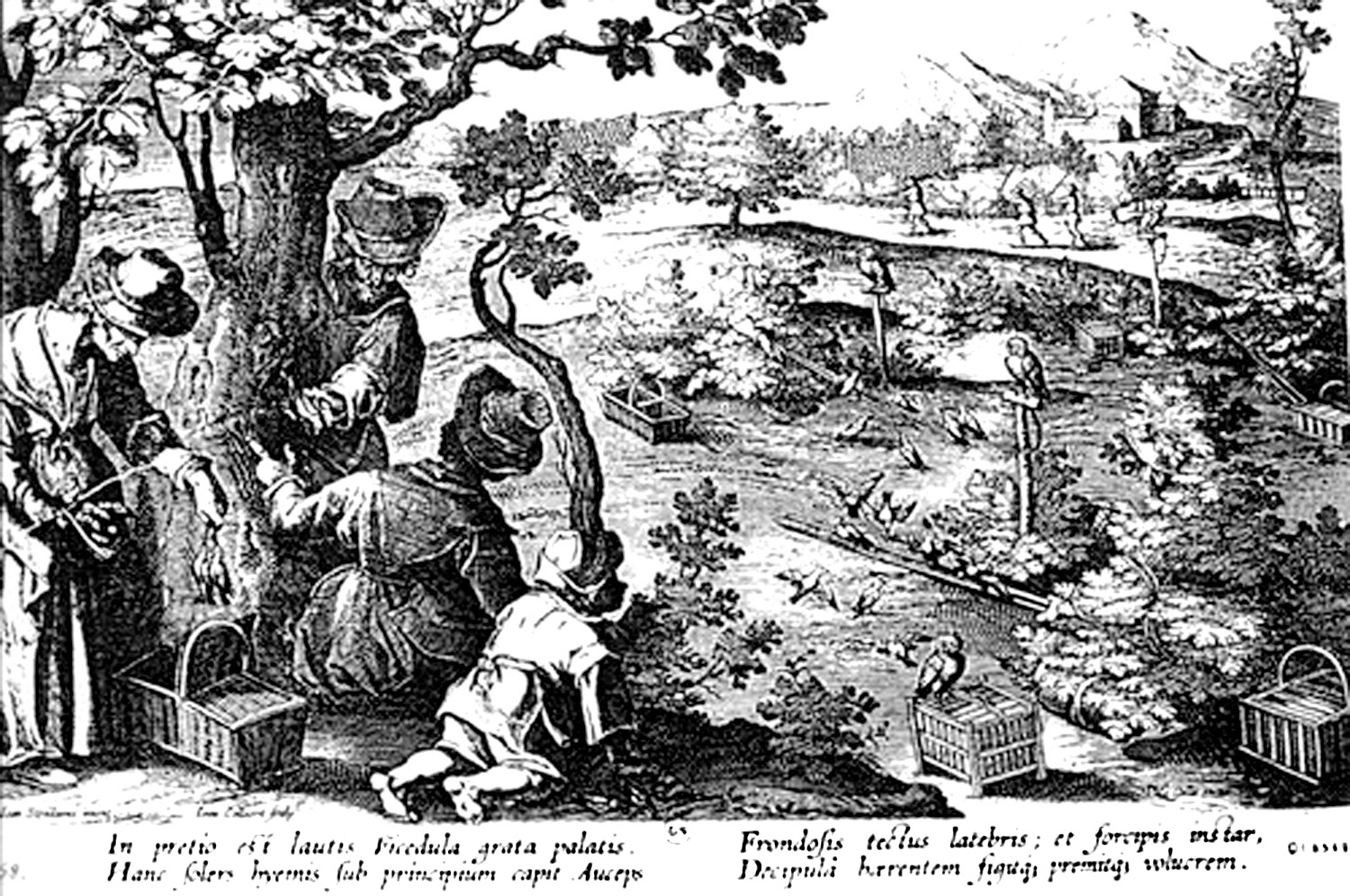
Chasse de la grive à la glu.

La chasse à la glu ou gluau est une technique de capture utilisée dans le pourtour méditerranéen, en Espagne et en Provence notamment, qui consiste à enduire de glu des branches d'arbres afin d'immobiliser les turdidés s'y posant, pour en faire des appelants dont les chants attireront alors leurs congénères pour être chassés à tir. 
En plus d'être non sélective et de favoriser la destruction d'espèces protégées, cette pratique présente des risques pour l’ensemble des oiseaux susceptibles d'être englués : différentes lésions (plumes, appareil  musculo-squelettique), contaminations (glu ou solvants), et atteintes métaboliques peuvent affecter à court terme la survie des oiseaux, même s'ils semblent en bonne santé au moment de les relâcher.
Cette pratique est illégale dans l'Union européenne depuis l’adoption de la directive oiseaux.

## Pratique provençale
Cette chasse est associée à des paysages typiques où l'on trouve dans les zones concernée, en pleine collines, sur des espaces avec une vue dégagée, une sorte de petit jardin entourant l'abri d'observation et de tir équipé parfois d'un poêle à bois et de banquettes : le "poste à feu". Ils tranchent sur la garrigue impénétrable des kermes et de la salspareille par leur agencement, avec des arbrisseaux taillés et des espaces très ouverts et très lumineux, de pelouse de thym et parfois d'iris nain où l'on peut déambuler. Les longs mâts de canne de Provence y reposent parfois sur des tréteaux, attendant les cages d'appelants à hisser au fait des quelques arbres du jardin et autres pins majestueux. Ce sont les collines de Marcel Pagnol, du Garlaban et de l'Etoile et d'autres dans toute la région. Le chasseur y passe du temps toute l'année pour l'entretenir et le personnaliser : ils font partie du terroir et l’embellissent, hors des considérations sur la chasse.
Entre octobre et novembre, le "cabanier" (le chasseur) renouvelle ses appelants (grives et merles dans la région de Marseille). Il prépare son gluau puis, à partir du lever du soleil, pose ses cannes garnies aux extrémités de deux ou trois tiges au gluau, des "verguettes" formant un "cimeau", pour capturer quelques oiseaux qui seront ses appelants pour la saison. Il retire ses cimeaux  à son départ, au maximum à  11 h, ce qui, avec la hauteur minimum des verguettes permet de minimiser la prise de passereaux par erreur. Lorsqu'il a son compte d'appelants, il cesse la pose des gluau et "nettoie " son poste à feux. La LPO a régulièrement montré que trop de chasseurs ne respectaient pas ces règles.
Le chasseur peut alors reprendre une chasse "normale" sans gluau et se poster à l'affût. A l'aide des cannes, il dispose d'abord les cages contenant quelques appelants en évidence à la cime des arbres, bien en vue des vols de congénères qui les approcheront à leur chant, mis en confiance par le chant scélérat pour passer à portée de tir. En fin de saison, les appelants seront relâchés. 
Les recettes de gluau sont relatives au terroirs et transmises de générations en générations. Sur le massif de l’Étoile, c'est un mélange d'huile de lin et de résine. Mais certains chasseurs ont testé de nouveaux produits sans recul et alors que l'huile, puis la cendre, voire les alcool locaux étaient utilisés traditionnellement pour nettoyer la glu des pattes des futurs appelants ou des oiseaux piégés par erreur, trop de chasseurs peuvent utiliser des solvants modernes plus agressifs autant pour leurs mains (comme lors de travaux de peinture) que pour les pattes des oiseaux. D'autre part, comme pour les douilles vides, les verguettes engluées ne sont pas toujours éliminées proprement par des chasseurs peu respectueux et peuvent devenir des pièges pour d'autres animaux en l'air ou à terre. Le décompte de ces chasseur peu respectueux est la pierre d’achoppement des relations entre associations de chasseurs et de "protecteurs de la nature".
Cette tradition paysagère de "jardins" de chasse est héritée d'un temps où la chasse était un moyen de subsistance pour améliorer l'ordinaire avec des grives draines, litornes, mauvis et musiciennes ou des merles noirs en Provence. La litorne se fait rare : elle ne descendait des Alpes que pour fuir un automne rigoureux. Cette chasse était aussi pour le paysan  un moyen de se retirer du monde, de la rigueur de son travail quotidien. Bon ou mauvais ou entre deux, elle est en train de disparaitre, les cabanons tombant en ruine et le maquis reprenant ses droits, nous laissant des témoignages sur ce temps mais aussi des espaces privilégiés pour l'observation et la rêverie, la méditation, en sursit faute d'entretien.

## Histoire
Historiquement, la substance est préparée de diverses manières et à partir de divers matériaux issus habituellement parfois de la géologie mais surtout des végétaux locaux. Idem pour les produits nettoyants qui privilégiaient les ressources locales. 
Ceci n'est plus vrai aujourd'hui où, surtout pour le nettoyage, les chasseurs sont tentés d'employer des produits qui se sont parfois révélés dangereux pour les oiseaux, mais aussi pour le chasseur et l'environnement, rejoignant un sujet et des problématiques plus global ( travaux ménagers, de peinture, de jardinage etc.).
Certains chasseurs de pays voisins ont tenté de suppléer la glu et les appelants par la mise en place d'appareils parfois surpuissants (amplis, baffles ou haut-parleurs) qui ont conduit à leur règlementation, voire leur interdiction. C'est le cas en France.
Énée le Tacticien, écrivain grec du IVe siècle av. J.-C., recommande l'utilisation du gluau comme substance qui empêchera les incendies de brûler du bois ou d'autres matériaux combustibles, lorsqu'ils seront enduits sur leurs surfaces.[réf. nécessaire]. Ce n'est pas le cas en Provence, les recettes contenant souvent traditionnellement de la résine de pin et autres substances combustibles.

## Utilisation dans le monde

Un garçon enduit de glu une brindille dans la province de Veraguas au Panama en 1927.

En Afrique du Sud, la colle est préparée à partir de Santalales locaux. Une poignée de fruits mûrs est mâchée jusqu'à ce qu'elle soit collante et la masse est ensuite frottée entre les paumes des mains pour former des brins longs et extrêmement collants qui sont ensuite enroulés autour de petites branches d'arbres où les oiseaux se perchent.
Une forme populaire en Europe est faite à base d'écorce de houx, bouillie pendant 10 à 12 heures. Une fois l'écorce verte séparée, elle est stockée dans un endroit humide pendant deux semaines. Elle est ensuite pilée en une pâte épaisse, jusqu’à ce qu’il ne reste plus de fibres de bois et lavé à l’eau courante jusqu’à ce qu’il n’y ait plus de petites taches. Après avoir fermenté pendant quatre ou cinq jours au cours desquels elle est fréquemment écrémée, la substance est mélangée au bâton avec une troisième partie d'huile de noix. Il est alors prêt à être utilisé.
Dans la région de Valence en Espagne, le gluau est couramment utilisé pour capturer la grive musicienne.
Une autre forme populaire en Asie provient de l'arbre Ilex integra.
Le gluau de Damas est censé être fait de Cordia myxa, ses noyaux s'y trouvent fréquemment ; cette version n'est pas apte à supporter le gel ou l'humidité. 
Celui des Italiens est fait de baies de gui, chauffé, mélangé à de l'huile, comme auparavant ; pour le rendre résistant à l'eau, on ajoute de l'essence de térébenthine. On utilise aussi la viorne lantane.

### En France
D'après la Ligue pour la protection des oiseaux (LPO) environ 40 000 oiseaux seraient capturés par 5 000 chasseurs avec cette technique chaque année en France. Selon les chasseurs, ce sont de 6 à 8 oiseaux par chasseur, qui sont libérés en fin de saison. 

## Risques pour les oiseaux et sélectivité
D'après des preuves filmées diffusées par la Ligue pour la protection des oiseaux (LPO) cette technique n'est pas sélective et menace les espèces en danger.
En février 2018, le Centre national d'informations toxicologiques vétérinaire publie une note de synthèse concernant les effets de l’usage de la glu :

« En conclusion, l’usage de cette colle présente des risques pour l’ensemble des oiseaux susceptibles de s’y retrouver englués, que ce soit par action directe ou lors de leur délivrance pour être relâchés. Penser qu’une fois délivrés et relâchés, les oiseaux sont sauvés et peuvent réintégrer  leur  environnement  sans  dommage  est  illusoire:  des  lésions  des  plumes,  de l’appareil  musculo-squelettique,  des  contaminations  par  la  glu  et  les  solvants,  des  atteintes métaboliques  peuvent  affecter à court terme la  survie  des  oiseaux  considérés  comme apparemment  en  bon  état.  Le  manque  de  sélectivité  de  la  glu  conduit  à  la  destruction d’espèces  d’oiseaux  protégées,  sans  compter  que  les  conditions  de  destruction  des  pièges enduits  de  glu  ne  sont  jamais  abordées  et  que  leur rejet  éventuel  dans  l’environnement  peut être à l’origine de la destruction d’autres espèces (petits mammifères, batraciens....). »

— Centre National d'Informations Toxicologiques Vétérinaire

## Législation et jurisprudence

### France
En France, la chasse au gluau concerne principalement les grives et les merles. Elle était autorisée dans les départements où elle restait une tradition : Alpes-de-Haute-Provence, Alpes-Maritimes, Bouches-du-Rhône, Var et Vaucluse, jusqu'à la décision du Conseil d'État, le 28 juin 2021.
Cette technique de capture est très encadrée et en particulier :
- les gluaux ne peuvent demeurer posés qu’en présence du chasseur. Tout oiseau pris est nettoyé immédiatement ;
- tout gibier n'appartenant pas à une espèce autorisée capturé accidentellement est relâché immédiatement ;
- le port du fusil est interdit pendant cette phase de chasse d'appelant (seule la prise d'animaux vifs est alors autorisée ;
- le nombre d'oiseaux pouvant être capturé pendant la campagne est limité et consignée (soit par chasseur, environ une dizaine, soit pour le département) ;
- le chasseur doit posséder un permis de chasser validé pour l'année en cours et une autorisation annuelle individuelle ;
- il doit transmettre annuellement un récapitulatif de ses captures ;
- la commercialisation des oiseaux capturés est interdite.

Elle a fait l’objet d'une tentative d'interdiction en France en 2014 et 2015,.
En avril 2019, la Ligue pour la protection des oiseaux (LPO) annonce qu'elle porte plainte auprès de la Commission européenne pour trois infractions relatives à la chasse, dont la pratique de la chasse à la glu,. À la suite de cette plainte, une procédure d'infraction est ouverte contre la France le 2 juillet. Un délai de trois mois est donné par la Commission pour se mettre en conformité avec le droit européen ou risquer une saisine de la 
,. Barbara Pompili, ministre de l'écologie, refuse alors de signer les arrêtés autorisant le piégeage des oiseaux à la glu dans les cinq départements.  
Le 27 août 2020, l'Élysée annonce que la chasse à la glu est interdite en France cette année dans l'attente de la réponse de la Cour de justice de l'Union européenne, à qui le Conseil d'État avait demandé fin 2019 de préciser l'interprétation sur les éventuelles dérogations possibles,. Le 22 septembre, le Conseil d'État rejette la demande de la Fédération régionale des chasseurs de la région Provence-Alpes-Côte d'Azur, qui lui avait demandé d'enjoindre au gouvernement de revenir sur cette décision : la réponse de la Cour de justice de l'Union européenne étant toujours attendue, elle confirme la suspension de la chasse à la glu.
Le 17 mars 2021, dans un arrêt portant sur la compatibilité de la législation française avec le droit de l’Union, la Cour de justice de l'Union européenne a jugé qu'un État membre ne peut pas autoriser cette pratique, susceptible par le biais des « prises accessoires » de causer des dommages aux espèces capturées. Le 28 juin 2021, le Conseil d'État juge la pratique de la chasse à la glu illégale, au regard du droit européen.
Le 28 juin 2021, le conseil d'État confirme l'illégalité de la pratique, car « contraire au droit européen » à la suite de la décision de la CJUE,.

### Union européenne
Dans l'Union européenne, cette technique est interdite depuis la Directive 79/409/CEE du Conseil du 2 avril 1979 concernant la conservation des oiseaux sauvages, aujourd'hui connue sous la dénomination Directive 2009/147/CE du parlement européen et du conseil du 30 novembre 2009 concernant la conservation des oiseaux sauvages, officieusement Directive oiseaux.
Malgré les tentatives de l'Union européenne pour freiner cette pratique, elle est toujours autorisée, sous conditions, là où elle est une tradition.
En 2018, Malte a été condamnée pour cette pratique par la Cour de justice de l'Union européenne.
Le 2 juillet 2020, la Commission européenne émet un avis selon lequel le gouvernement de la République française a trois mois pour faire cesser cette pratique.

#### Jugement d'illégalité par la Cour de justice de l'Union européenne (17 mars 2021)[17]
Dans l'affaire présentée au Conseil d'État (One Voice, Ligue pour la Protection des Oiseaux c/ Ministère de la Transition Écologique), ce dernier a saisi la Cour de justice de l'Union européenne d'une demande de décision préjudicielle, aux fins de connaître le positionnement de la Cour sur la question de la licéité de la chasse à la glu.
Les requérants demandent l'annulation des arrêtés du 24 septembre 2018 et du 17 août 1989, comprenant des autorisations de pratiquer la chasse à la glu sur certains territoires français, au motif que ces modes de chasse sont "non-sélectifs", et qu'il n'est pas démontré que les quantités d'animaux prélevées sont limitées.
Le 17 mars 2021, la Cour de Justice de l'Union Européenne statue en déclarant contraire au droit de l'Union la législation nationale d'un État membre qui autorise des méthodes de capture entraînant des "prises accessoires", dont fait partie la chasse à la glu, "même de faible volume et pour une durée limitée", au motif que ces méthodes "sont susceptibles de causer aux espèces capturées non ciblées des dommages autres que négligeables".
De plus, le caractère "traditionnel" de cette méthode ne suffit pas à en justifier le maintien, dès lors que des solutions peuvent s'y substituer.

## Critiques
Selon Muriel Fusi, porte-parole du Parti animaliste, cette chasse est non sélective et tuerait, en plus des grives et merles censés être les cibles premières de cette technique, d'autres espèces d'oiseaux dont certaines protégées. Selon cette dernière, la directive Oiseaux interdirait, en son article 8, la chasse à la glu. L'article 8 dispose de la directive Oiseaux :

« 1. En ce qui concerne la chasse, la capture ou la mise à mort d’oiseaux dans le cadre de la présente directive, les États membres interdisent le recours à tous moyens, installations ou méthodes de capture ou de mise à mort massive ou non sélective ou pouvant entraîner localement la disparition d'une espèce, et en particulier à ceux énumérés à l’annexe IV, point a.
2. […]. »

Sans être limitatif à celle-ci, l’article 8(1) de la directive renvoie à l'annexe IV(a) qui cite notamment les « gluaux » en son premier tiret. La Cour de justice des Communautés européennes a notamment condamné l'Espagne pour l'usage de tels gluaux et en 2014, un recours a été déposé par l'Association pour la protection des animaux sauvages en France auprès de la Commission européenne.
Toutefois, la directive Oiseaux prévoit une dérogation dans son article 9 puisqu'elle permet, « dans des conditions strictement contrôlées et de manière sélective, la capture, la détention ou toute autre exploitation judicieuse de certains oiseaux en petites quantités »,.